# Maria Radna
Maria Radna je římskokatolické poutní místo, zahrnující poutní kostel Nanebevzetí Panny Marie Karmelské s klášterem při osadě Radna, ve výšce 126 metrů nad mořem, severovýchodně od obce Lipova v rumunské župě Arad, v Banátu v severozápadním Rumunsku. Má statut papežské baziliky minor, na kterou ji při své návštěvě povýšil papež Jan Pavel II.

## Historie

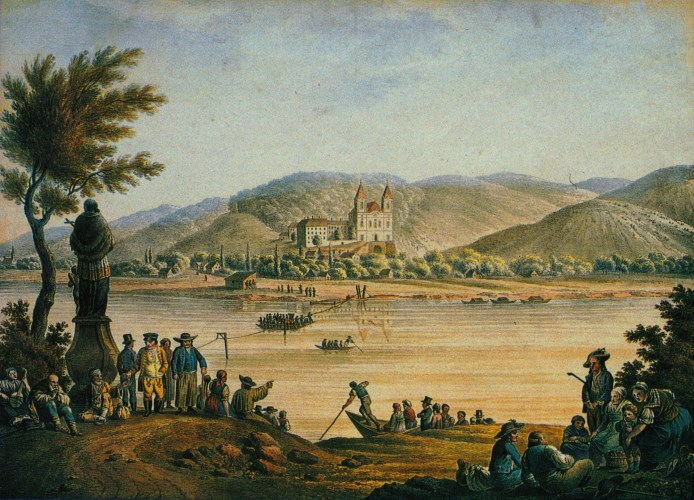
Veduta Maria Radny kolem roku 1820

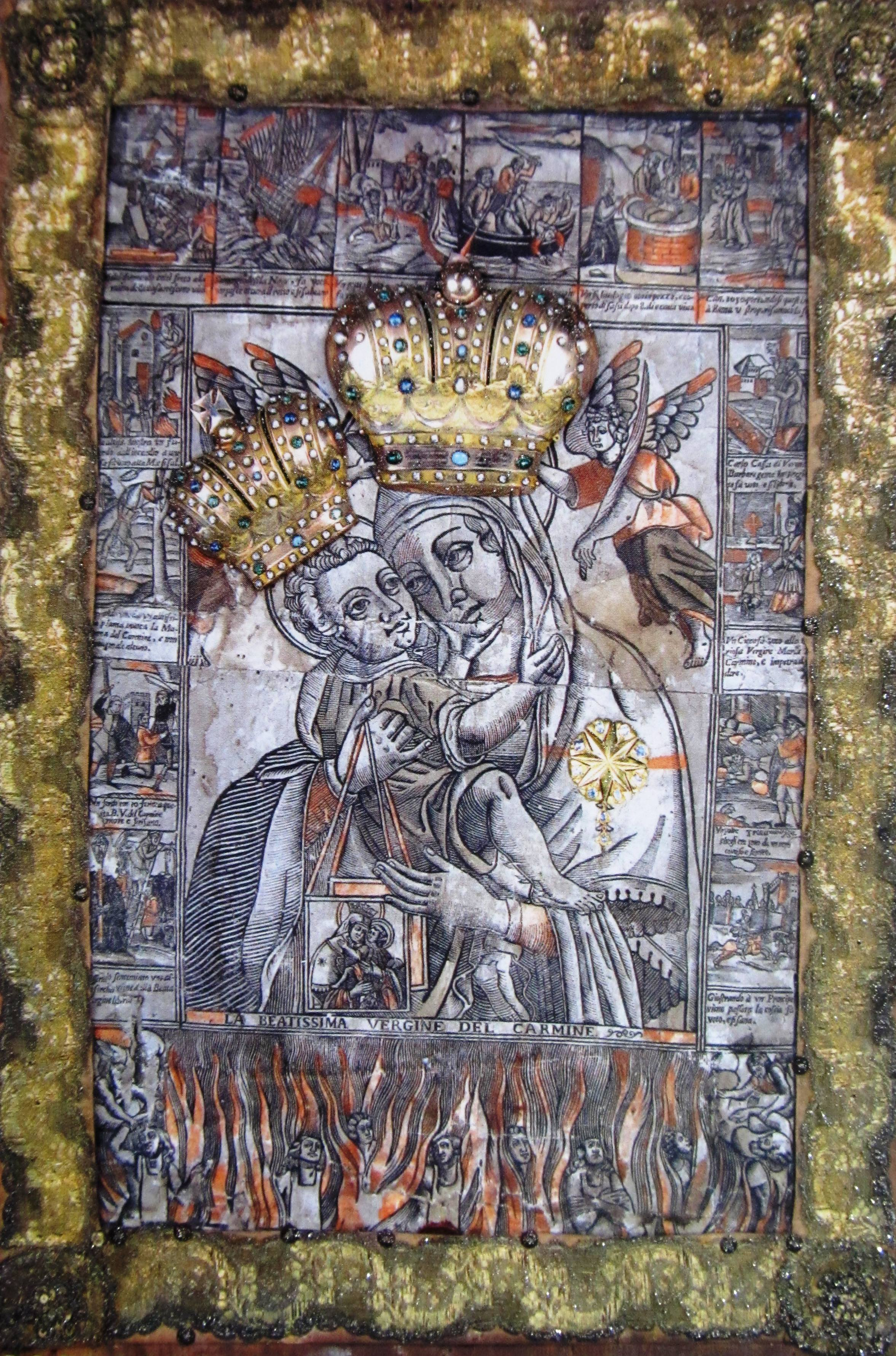
Poutní madona

Místo Radna je poprvé písemně zmíněno k roku 1440. Kapli zřídila nejmenovaná vdova roku 1520. Po bitvě u Moháče v roce 1526 ji Turci zničili. Obnovenou svatyni Panny Marie Karmelské (Santa Maria del Carmine) vedli italští františkáni, jejichž domnělé poklady vyrabovali janičáři. Roku 1668 dal kapli vyzdobit bosenský obchodník Georg Vričonosa, který přivezl tištěný obrázek Panny Marie z tiskařské dílny Remondini z italského Bassana. Osmanští Turci kapli vypálili po dobytí Lipové v roce 1695. Podle legendy mariánská ikona zůstala ohněm neporušená a ohnivé trosky kaple padaly na hlavy Turků. Turecký sultán Mustafa II., který se tažení osobně zúčastnil, dal údajně žháře popravit a postavil na dobytém místě tureckou palisádovou hradbu, po které však nezůstaly žádné stopy. 
Po porážce Turků v roce 1699 bylo území natrvalo osvobozeno. Kaple byla znovu postavena a vysvěcena roku 1723. Po morových epidemiích z let 1732-1738 byl kostel   vystavěn kolem roku 1750. V roce 1756 k němu byl přistavěn klášter bratří františkánů („Mănăstirea Maria Radna“). Od té doby sloužil jako poutní místo župy Arad a výchozí místo mariánské poutní cesty do štýrského Mariazell.  Výzdoba a vybavení chrámu byly dokončeny péčí ostřihomského arcibiskupa a kardinála slovenského původu Alexandra Rudnaye (1760–1831) koncem 18. století.  Jeho srdce je pohřbeno v kostele v postranním oltáři sv. Anny.
10. září 1869 se při ranní mši od svíce vzňal jeden oltář, při požáru uhořelo několik osob a desítky dalších byly v panice na útěku ušlapány.  
V roce 1910 žilo v Maria Radně a v Lipové 2 858 obyvatel, z nich bylo 1 606 Rumunů, 1 002 Maďarů a 187 Němců. Až do podepsání Trianonské smlouvy v červnu roku 1920 patřila Aradská župa do okresu Maria Radna, poté byla situace opačná.
Každoroční poutní slavnost byla obnovena po pádu Ceaușescova režimu v 90. letech 20. století. Znovu zavedena byla také tradice Via Maria výchozího místa individuálních mariánských poutí do Mariazell.

## Poutní ikona
Poutní obraz madony ve stříbrném rámu je umístěn na hlavním oltáři. Je zčásti malovaný a zčásti vytepaný na stříbrné desce. Polofigura korunované Panny Marie je zobrazena s Ježíškem a se škapulířem v pravé ruce, doprovázejí ji andělé a série výjevů zázraků. Dole jsou namalované duše v plamenech očistce jako paralela osmanského požáru a nápis „LA BEATISSIMA VERGINE DEL CARMINE“. Panna Marie Karmelská byla oslavována především v Římě. Tam její patronátní chrám Santa Maria del Carmine vznikl roku 1605, někdy po tomto datu tedy mohli Italové kult přenést do Radny. Ikona byla vícekrát vážně poškozena a její nepříliš kvalitní úpravy pocházejí většinou z 19.–20. století.

## Klášter
Po generální rekonstrukci kostela i kláštera z let 2012–2015 slouží františkánský klášter také jako muzeum (vystavuje votivní obrazy) a návštěvnické centrum.

## Galerie

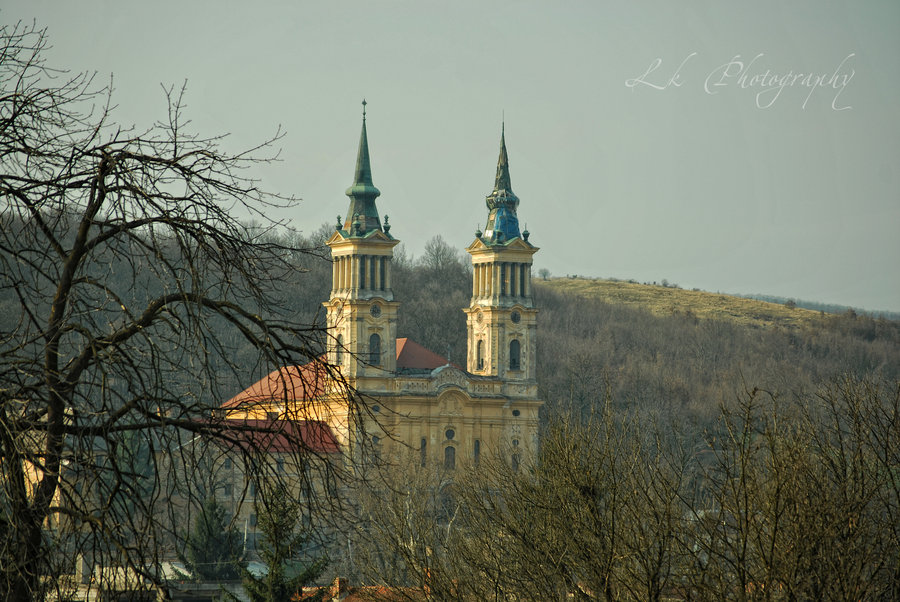
Pohled od severozápadu
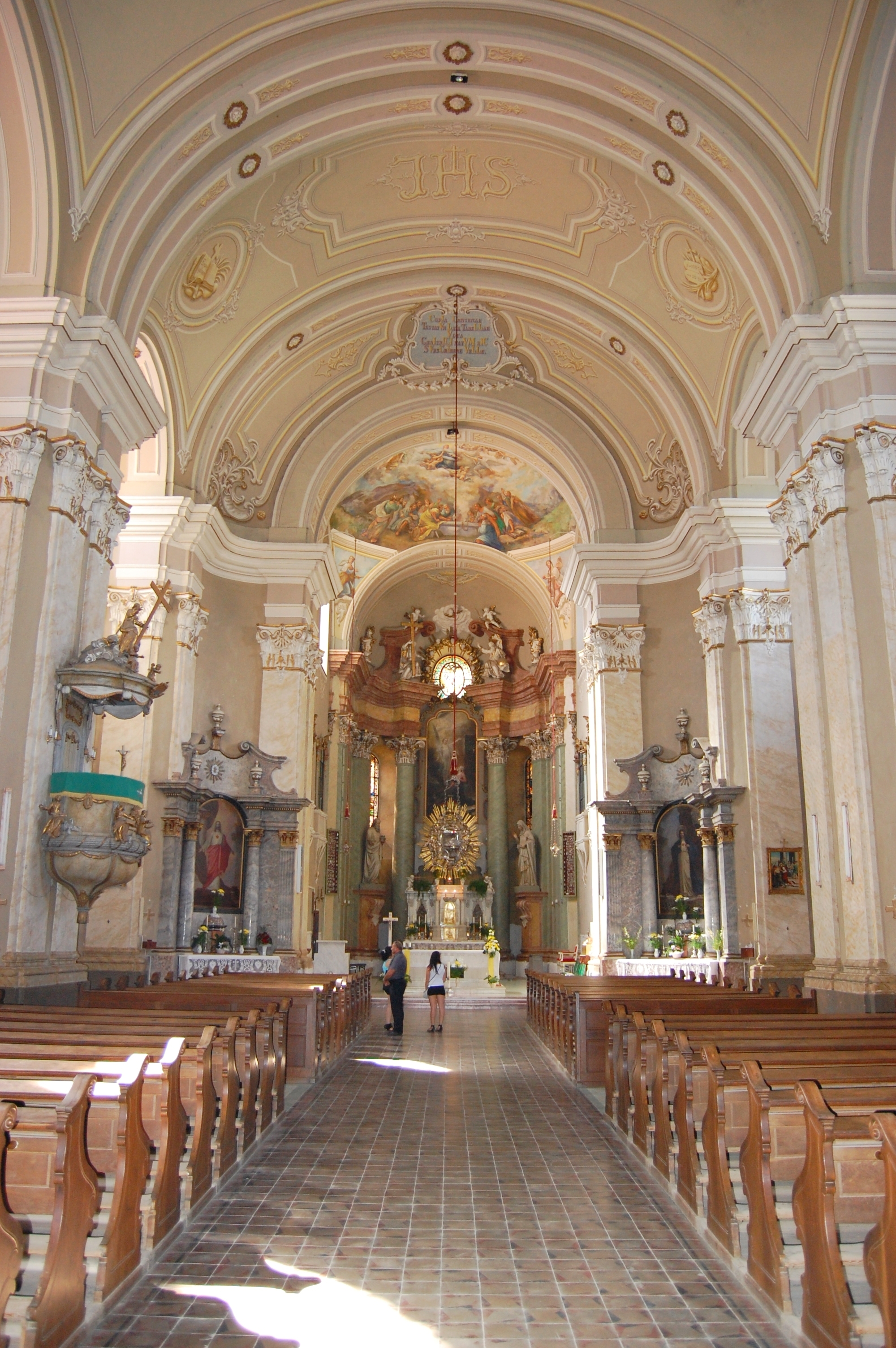
Hlavní loď
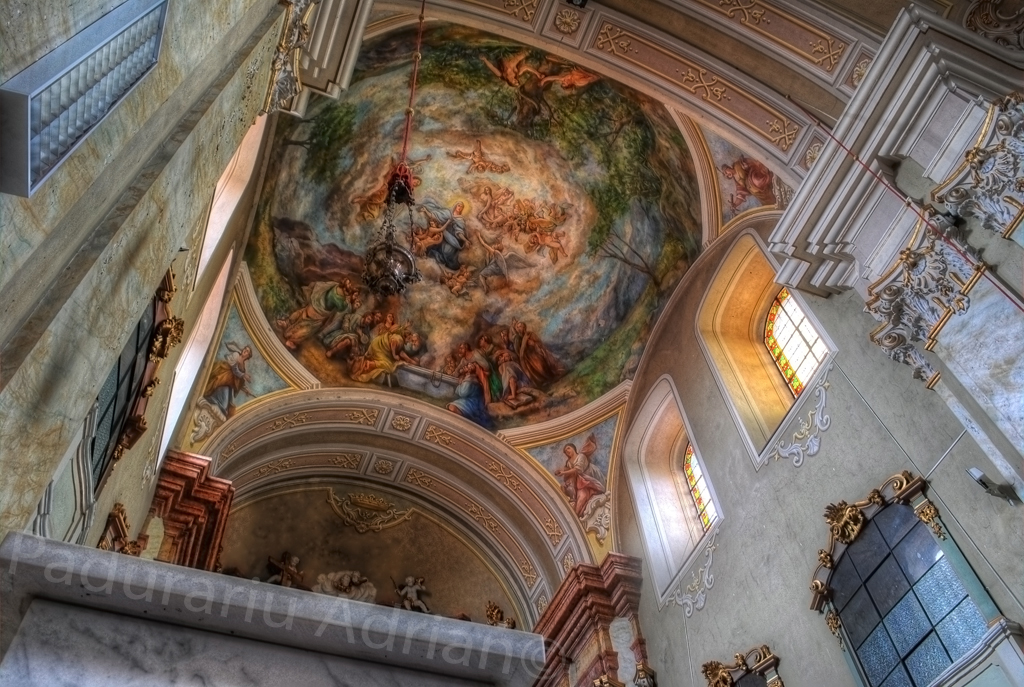
Freska Nanebevzetí Panny Marie
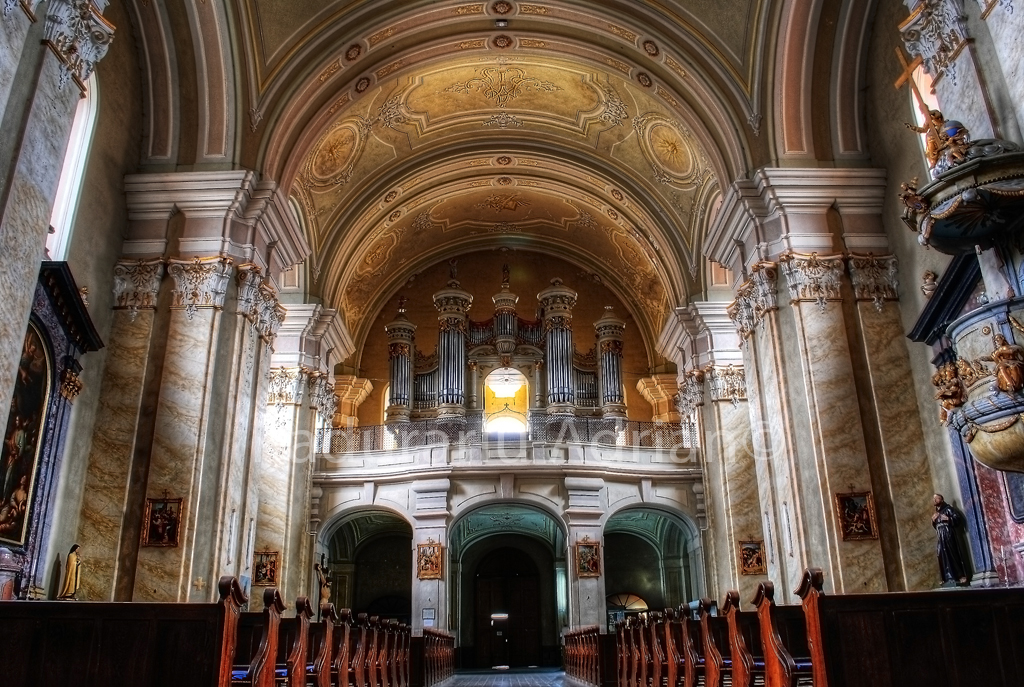
Varhany